# El traje nuevo del emperador
El traje nuevo del emperador (en danés: Kejserens nye Klæder), también conocido como El rey desnudo, es un cuento escrito por Hans Christian Andersen y publicado en 1837 como parte de Eventyr, Fortalte for Børn (Cuentos de hadas contados para niños). La historia es una fábula o apólogo con un mensaje de advertencia: «No tiene por qué ser verdad lo que todo el mundo piensa que es verdad», o, también, «No hay preguntas estúpidas».
El cuento El traje nuevo del emperador es el n.º 168 de la colección de Andersen.

## Sinopsis

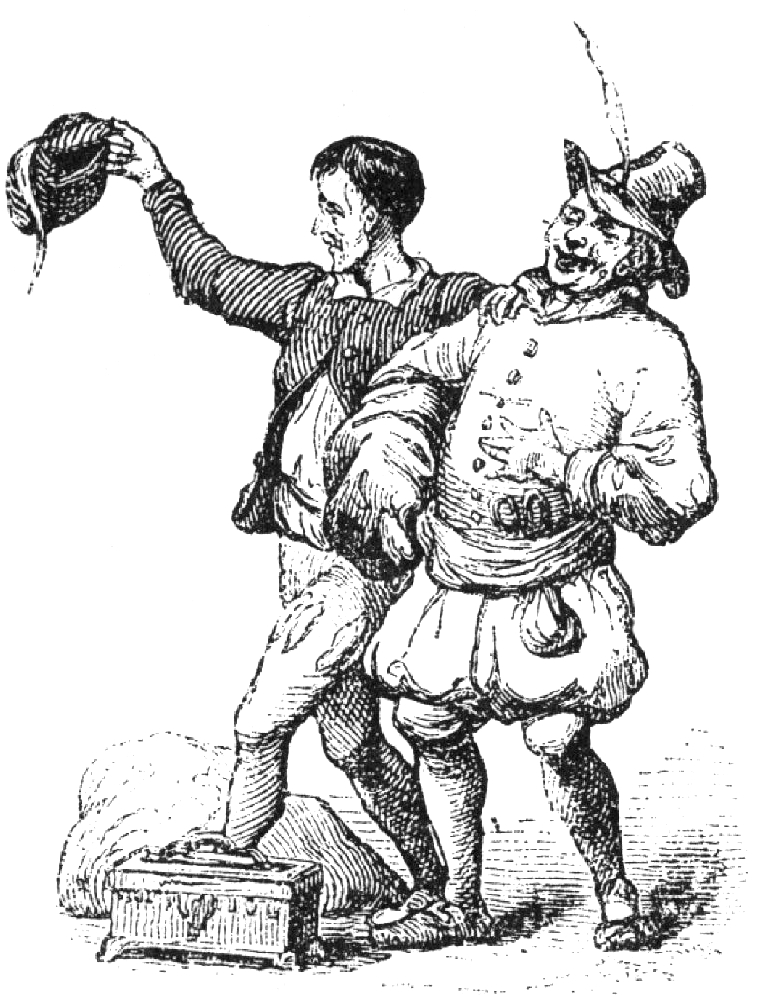
Una ilustración de la obra, por Vilhelm Pedersen

Hace muchos años vivía un rey que era comedido en todo, excepto en una cosa: se preocupaba mucho por su vestuario. Un día oyó a Guido y Luigi Farabutto decir que podían fabricar la tela más suave y delicada que pudiera imaginar. Esta prenda, añadieron, tenía la especial capacidad de ser invisible para cualquier estúpido o incapaz para su cargo. Por supuesto, no había prenda alguna; los pícaros simulaban que trabajaban en la ropa, pero se quedaban con los ricos materiales que solicitaban para tal fin. 
Sintiéndose algo nervioso acerca de si él mismo sería capaz de ver la prenda o no, el emperador envió primero a dos de sus hombres de confianza a verlo. Ninguno de los dos admitió que era incapaz de ver la prenda; al contrario, ambos comenzaron a alabarla. Toda la ciudad había oído hablar del fabuloso traje y estaba deseando comprobar cuán estúpido era su vecino.
El monarca decidió estrenarla en un día de fiesta y desfile. Llegado el día, los estafadores hicieron como que lo ayudaban a ponerse la inexistente prenda y el rey salió a desfilar, sin admitir que no podía verla. Pensó que lo considerarían estúpido o inepto para reinar.
Toda la gente del pueblo alabó enfáticamente el traje, temerosa de que sus vecinos se dieran cuenta de que no podían verlo. Finalmente, un niño dijo: «¡Pero si va desnudo!»
La gente empezó a cuchichear hasta que toda la multitud gritó que el emperador iba desnudo. Este lo oyó y supo que tenían razón, pero levantó la cabeza y terminó de desfilar.

## Origen
El cuento corresponde al tipo 1.620 de la clasificación de Aarne-Thompson: La tela invisible.
Se pueden encontrar variantes de la historia ampliamente dispersas por el globo, incluyendo versiones de la misma en Sri Lanka, Turquía y la India. En el folclore de Sri Lanka hay un cuento acerca de siete estafadores que llegan a la corte de un rey tonto y le hacen esta pregunta: 

Maharajá: ¿Qué tipo de traje lleva puesto? Nosotros tenemos una bata de seda de color cobre para el rey de nuestra ciudad. En comparación con nuestro rey, usted parece uno de sus sirvientes.

Los estafadores después le advierten de que la tela de seda «no es visible para una persona de bajo nacimiento».
La versión de Andersen está basada en una historia recopilada por el infante Don Juan Manuel en  El conde Lucanor (historia o ejemplo XXXII), un libro de exempla o cuentos moralizantes escrito entre 1330 y 1335. Andersen no conocía el original en lengua castellana, pero había leído una traducción al alemán titulada So ist der Lauf der Welt (Así es el discurrir del mundo), y en ella se basó para escribir su versión.
En el cuento original, al rey lo engañan unos tejedores que dicen hacer un traje invisible para cualquier hombre que no sea hijo de su presunto padre, y el primero en señalar el engaño no es un niño, sino «un negro». Andersen quiso evitar esa referencia en su trabajo y alteró la historia original para dirigir el foco hacia el orgullo y la vanidad intelectual de los cortesanos en lugar de a la paternidad adúltera.
La misma historia, aunque centrándose en la limpieza de sangre y en la obsesión por ser cristiano viejo, aparece en un entremés de Cervantes llamado El retablo de las maravillas.

## Análisis
La historia de un chiquillo que destroza las pretensiones de un rey tiene paralelos con otras culturas. Fue categorizada por Aarne-Thompson en el número 1.620 de su clasificación de cuentos folclóricos.
Las expresiones El traje nuevo del emperador y El emperador va desnudo se usan a menudo en alusión al cuento de Andersen. La metáfora indica una situación en la que una amplia (y usualmente sin poder) mayoría de observadores decide de común acuerdo compartir una ignorancia colectiva de un hecho obvio, aun cuando individualmente reconozcan lo absurdo de la situación. Una metáfora de lo contrario, en la que cada individuo insiste en su propuesta a pesar de las evidencias de los demás, puede encontrarse en la historia de Los ciegos y el elefante.
El cuento también se usa en referencia a la «verdad a través de los ojos de un niño», la idea de que la verdad a menudo es dicha por gente demasiado ingenua para entender que haya grupos de presión que dicen lo contrario a lo obvio. Este es un tema de «la pureza con la inocencia» que puede verse en muchas otras obras de Andersen.
«El traje nuevo del emperador» o «El emperador va desnudo» son frases usadas a veces en política y sociedad para referirse a cualquier verdad obvia negada por la mayoría a pesar de la evidencia, especialmente cuando es proclamada por el gobierno.

## Adaptaciones
La historia ha sido parodiada en numerosas ocasiones:
- En 1972, Rankin/Bass Productions adaptó el cuento como el primer y único musical episodio de ABC serie The Enchanted World of Danny Kaye, con Danny Kaye, Cyril Ritchard, Imogene Coca, Allen Swift, y Bob McFadden. El especial de televisión presenta ocho canciones con música de Maury Laws y letra de Jules Bass, y combina acción en vivo filmada en Aarhus, Dinamarca, animación, efectos especiales y el proceso de animación stop motion Animagic, hecho en Japón.

- Incluyendo la serie animada Alftales, donde Alf interpreta a un sastre especialista en ropa confortable que trata de convencer al rey de venderle su mercancía. La historia termina con el emperador haciendo streaking.

En un libro también titulado El traje nuevo del emperador, el novelista chino Ye Sheng Tao continuó la historia donde Andersen la dejó.
La banda de rock Panic! At The Disco realizó un video musical en 2015 bajo el nombre Emperor's New Clothes.
En el juego de naipes Yu-Gi-Oh! existe una serie de cartas denominadas Royal que son principalmente las que niegan o restringen el uso de otras cartas. La serie Royal narra, a través de sus cartas, la historia de los abusos cometidos por un emperador tirano hacia su pueblo, lo que desencadena una rebelión para derrocar al imperio y así recuperar la libertad. Entre las cartas más representativas de la serie se encuentran Decreto Real, Orden del Emperador y Opresión Real, así como El Rey Desnudo en su título original en japonés, el cual fue censurado agregando ropa a la ilustración y su nombre cambiado por Las Vacaciones del Emperador.

## Obras cuyo título alude al de este cuento
The Emperor's New Mind (La mente nueva del emperador), de Roger Penrose, es un libro de física en el que Penrose llega a la conclusión de que los ordenadores, aunque parezcan pensar, no pueden hacerlo tal como lo experimentamos nosotros.
Del mismo modo la película de Disney The Emperor's New Groove (El Emperador y sus Locuras en España, Las Locuras del Emperador en Hispanoamérica) también hace referencia al título de esta obra.[cita requerida]

## Galería
|                                                                               |
| El pobre primer ministro miró tan fijamente como pudo, pero no pudo ver nada. |

| |
| Entonces el Emperador se paseó bajo un magnífico palio, y todos en las calles y desde las ventanas exclamaron: «¡Qué hermoso es el traje nuevo del Emperador!» |